# 曾国藩墓
曾国藩墓位于湖南省长沙市岳麓区坪塘街道伏龙山，为晚清湘军首领、两江总督——曾国藩和妻子欧阳氏合葬墓。

## 历史
曾国藩于同治十一年（1872年）3月12日去世，同年7月19日葬于长沙南门外之金盆岭；次年12月13日，移葬于善化县湘西坪塘伏龙山（今墓园），与妻子欧阳氏合葬。
1950年代至1960年代，墓地在“大跃进”和“文化大革命”中遭到严重损坏。文革时期，红卫兵将墓地上的石马、石狮、石虎及石翁仲推倒、砸碎，当他们打算进一步挖开墓穴时，因曾墓是用三合泥拌碎石、糯米混浇而成，非常坚固，使用炸药也没有能把墓掘开（一说掘开后棺未能开），曾国藩尸骨得以保全。
1980年代遭到盗掘，御碑亭、墓庐被毁坏。绝大部分石构件被当地用以兴修水利设施或修建农舍。1992年望城县文物管理所在当地成立了曾国藩墓保护小组。曾国藩墓列入望城县文物保护单位。1993年，列为长沙市重点文物保护单位。1996年，列为湖南省文物保护单位。
其墓园自1998年开始开始规划修复， 第一期修复工程从2000年初开始于2002年完工。2008年，望城县文物局管理的曾国藩墓交由长沙市岳麓区文物管理所管理。该区域整体划归湘江新区所属的湘江公司负责规划建设。2013年，列为第七批全国重点文物保护单位。2019年9月，针对媒体反映的曾国藩墓保护管理存在的问题，湖南省文物局召集多个机构人员组成调查组，前往实地进行调查，并安排部署整改方案，采取有力措施保护文物。

## 结构
墓葬规制遵循清代侯爵葬制。占地面积300平方米。墓冢为三合土拌碎石加糯米混合封堆，上铺砌花岗石，呈半圆形，底径5米，高2米。茔地砌花岗石罗围，并立碑三通，汉白玉石碑心，主碑高3米，刻楷书碑文“皇清太傅大学士曾文正公／一品侯夫人欧阳夫人之墓”。附碑均为龙纹浮雕。墓前有拜台、祭坪。东西各立石阙一个，高约4米，分别刻“曾太傅墓东阙”、“曾太傅墓西阙”。石梯通道延桐溪寺围墙而下，与墓庐相连，通道旁有石马、石狮及翁仲各一对。墓庐内立石龟青石碑一通，距墓庐300米处有御碑亭。墓最初由曾氏子女主持修建。墓园距坪塘镇中心区约4公里，距离长沙城区潇湘路、绕城高速、岳麓大道三干线主匝道约为二公里。

## 图集

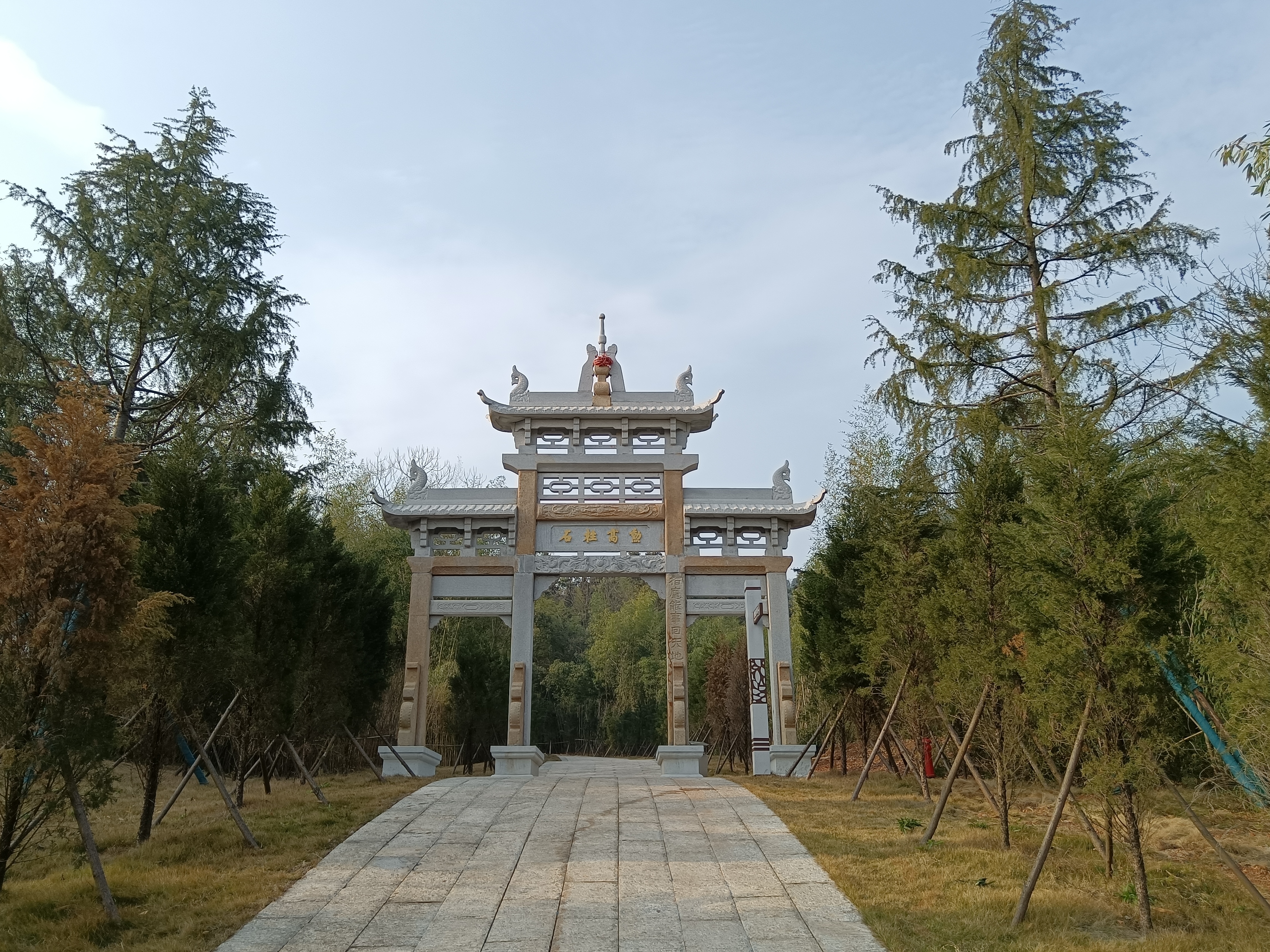
墓道 牌坊
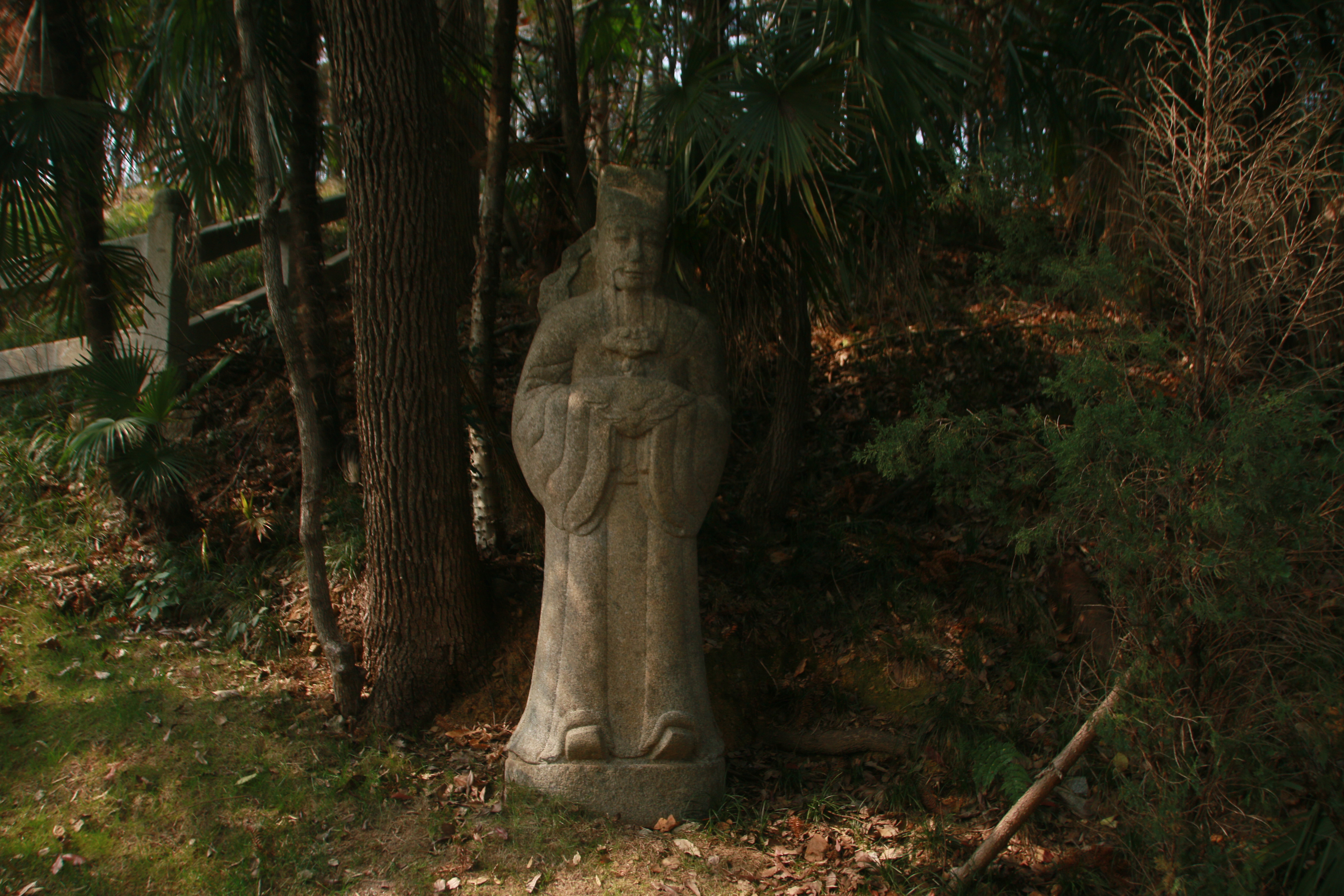
石像生
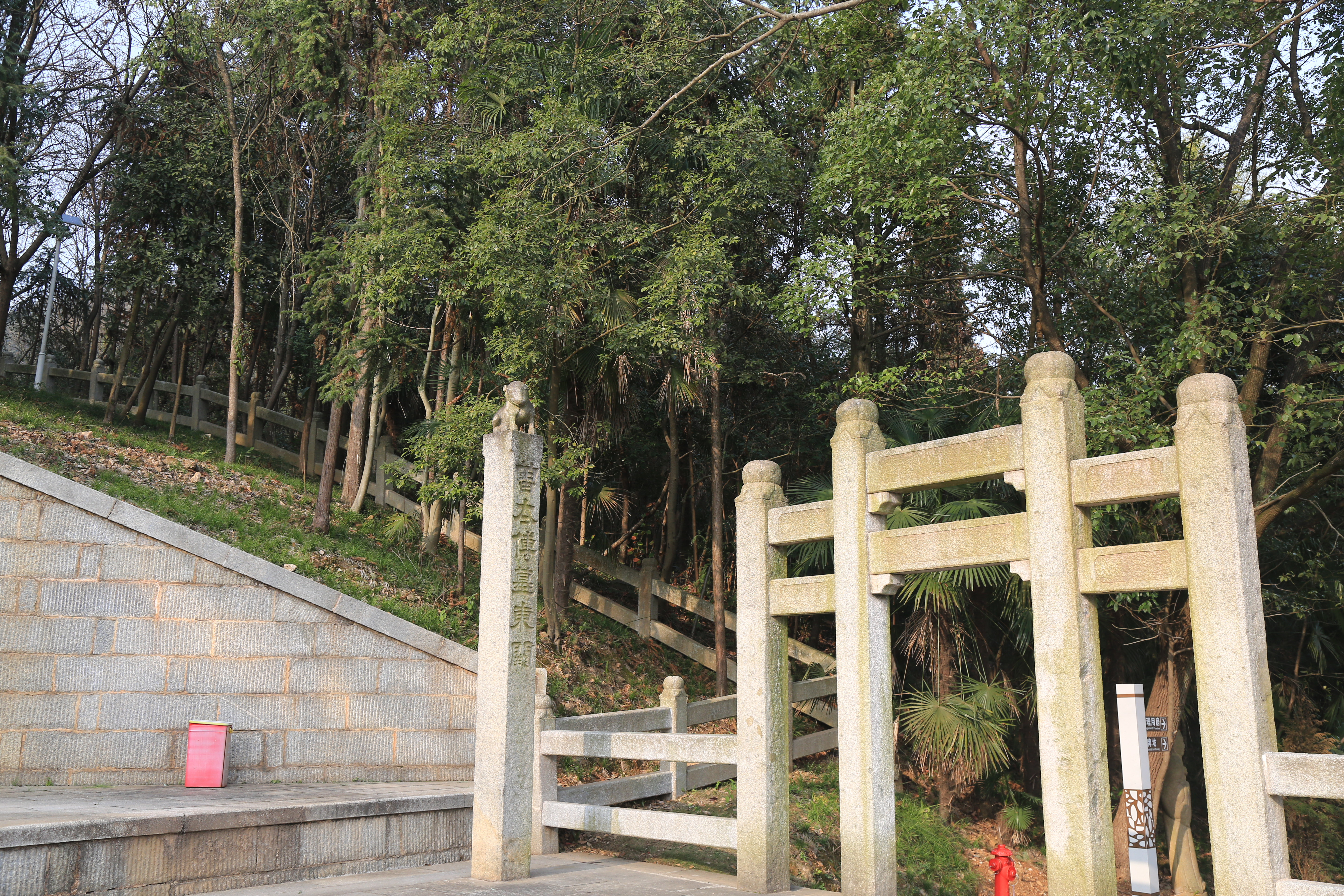
东阙
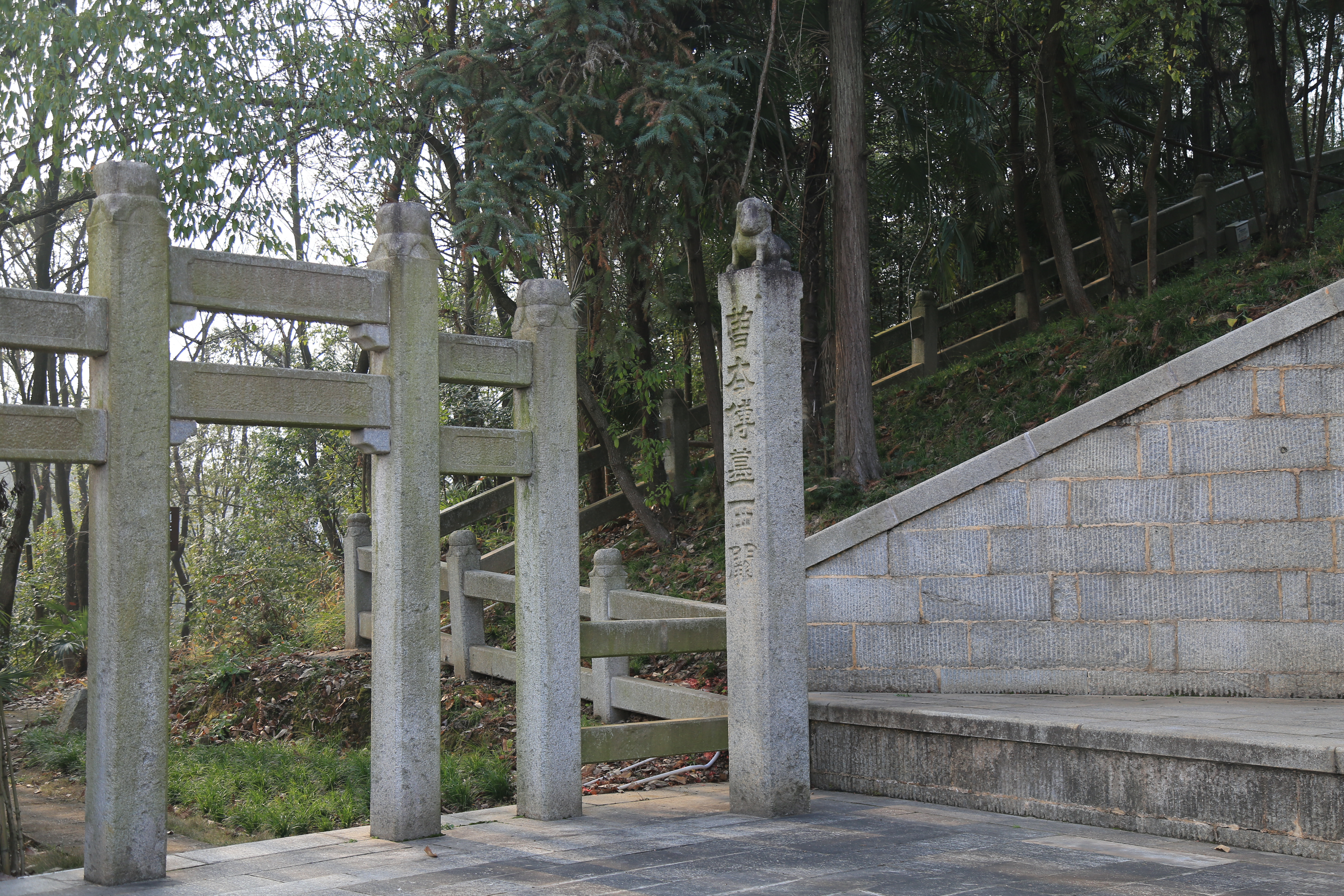
西阙
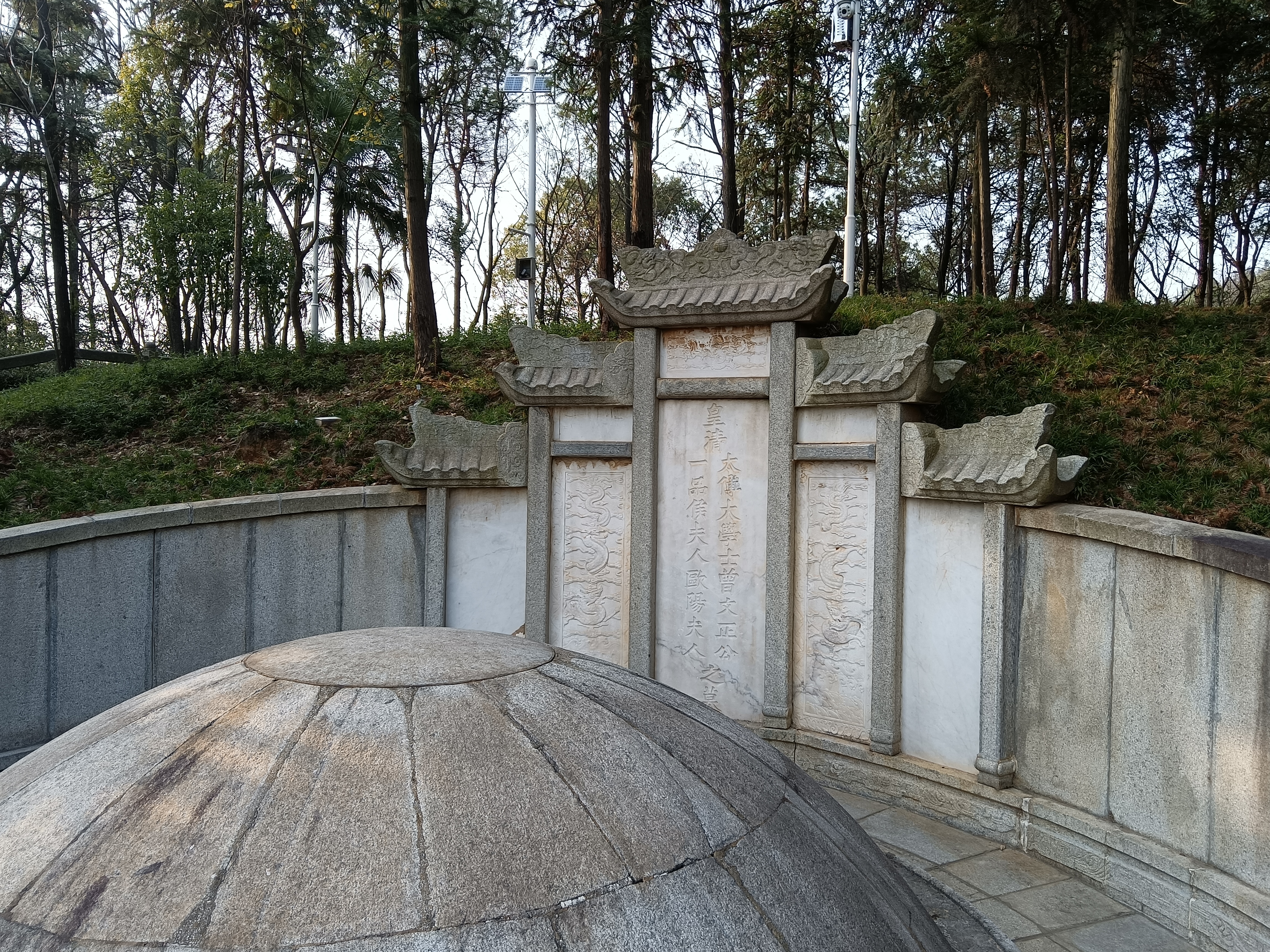
墓碑